# 伊藤幸子
伊藤幸子（1975年10月11日—）是一名日本女子垒球运动员。她在2008年北京夏季奥林匹克运动会中，参加了女子垒球比赛并为日本队获得女子团体金牌。